# Savaş Erol
Osman Savaş Erol (* 1. Januar 1952 in Adana) ist ein ehemaliger türkischer Fußballspieler und -trainer. Er spielte einen Großteil seiner Karriere für Adana Demirspor und war während dieser Zeit am Finaleinzug im Türkischen Pokal der Saison 1977/78 beteiligt, dem größten Erfolg der Klubhistorie.

## Spielerkarriere

### Verein
Erol startete seine Profikarriere 1975 beim Erstligisten Adana Demirspor. Bereits in seiner ersten Saison eroberte er sich einen Stammplatz und wurde mit acht Pflichtspieltoren trotz seiner defensiven Spielposition der erfolgreichste Torschütze seiner Mannschaft. In der Saison 1977/78 erreichte er mit seiner Mannschaft überraschend das Endspiel des Türkischen Pokals. In dieser Zeit wurde er auch erst U-21- und anschließend A-Nationalspieler seines Landes.
Nachdem er in den letzten zwei Spielzeiten seinen Stammplatz verloren hatte, verließ er im Sommer 1983 Demirspor. Seine weitere Karriere ist undokumentiert.

### Nationalmannschaft
Erols Nationalmannschaftskarriere begann 1978 mit einem Einsatz für die türkischen U-21-Nationalmannschaft. Im gleichen Jahr wurde er im Rahmen eines Freundschaftsspiels gegen Italien von Nationaltrainer Metin Türel zum ersten Mal für das Aufgebot der türkischen Nationalmannschaft nominiert und absolvierte in dieser Partie sein erstes A-Länderspiel. Im gleichen Jahr kam er zu seinem zweiten und letzten A-Länderspieleinsatz.
Insgesamt absolvierte er ein U-21- und zwei A-Länderspiele.

## Trainerkarriere
In den Jahren 1992 bis 1993 arbeitete er bei Adana Demirspor als Co-Trainer. Ab dem Sommer 1993 betreute er für etwa eine halbe Saison Ceyhanspor als Cheftrainer.

## Erfolge
Mit Adana Demirspor
- Türkischer Pokalfinalist: 1977/78